# Jean-Pierre Delville

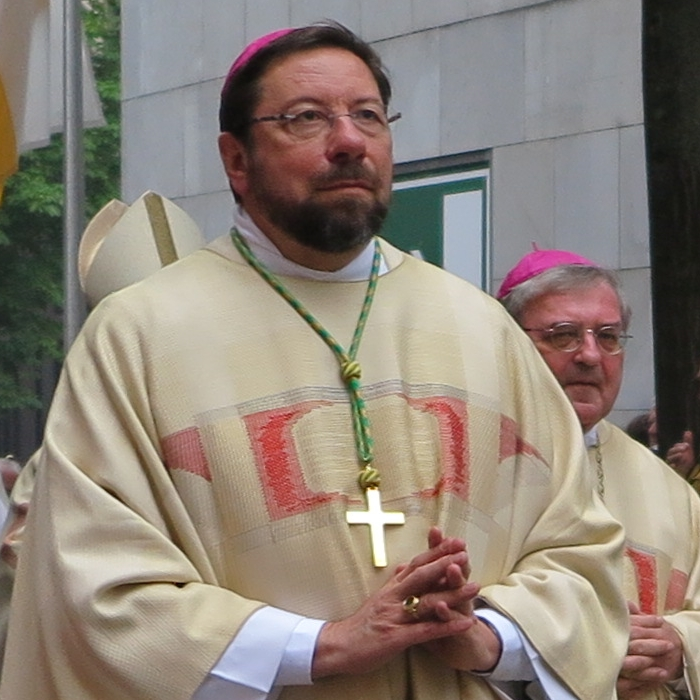
Bischof Jean-Pierre Delville (2014)

Bischofswappen

Jean-Pierre Delville (* 29. April 1951 in Lüttich, Belgien) ist Bischof von Lüttich.

## Leben
Jean-Pierre Delville empfing am 6. September 1980 das Sakrament der Priesterweihe.
Am 31. Mai 2013 ernannte ihn Papst Franziskus zum Bischof von Lüttich. Der Erzbischof von Mecheln-Brüssel, André-Joseph Léonard, spendete ihm am 14. Juli desselben Jahres die Bischofsweihe; Mitkonsekratoren waren der emeritierte Bischof von Lüttich, Aloysius Jousten, der Präsident des Päpstlichen Rates für die Familie, Vincenzo Paglia, der Apostolische Nuntius in Belgien, Erzbischof Giacinto Berloco, und der Bischof von Antwerpen, Johan Jozef Bonny.